# معدنچی (فیلم ۲۰۱۷)
معدنچی (به انگلیسی: The Miner) فیلمی به کارگردانی هانا اسلاک محصول سال ۲۰۱۷ است.

## داستان
یک روزنامه‌نگار ناموفق به‌خاطر کمبود اخبار و حوادث جنجالی در روستای کوچکی در جنوب شیلی، برای از دست ندادن شغلش مجبور می‌شود اخباری را جعل کند. او پس از آن‌که به‌خاطر جعل اخبار مشهورترین روزنامه‌نگار شهر می‌شود، باید تصمیم بگیرد آیا می‌خواهد هم‌چنان دروغ بگوید و به شهرتش بیفزاید، یا حقیقت را بگوید و خطر از دست دادن محبوبیت و شهرت را به جان بخرد.

## جشنواره جهانی فیلم فجر
این فیلم در بخش سینمای سعادت (مسابقه بین‌الملل) سی و ششمین جشنواره جهانی فیلم فجر حضور داشت. این جشنواره از ۳۰ فروردین تا ۶ اردیبهشت ۱۳۹۷ در شهر تهران برگزار شد.